# Weyrauchiana oxapampa
Genre
Espèce
Weyrauchiana oxapampa, unique représentant du genre Weyrauchiana, est une espèce d'opilions laniatores de la famille des Zalmoxidae.

## Distribution
Cette espèce est endémique de la région de Pasco au Pérou. Elle se rencontre vers Oxapampa.

## Description
Le mâle holotype mesure 5 mm.

## Étymologie
Son nom d'espèce lui a été donné en référence au lieu de sa découverte, Oxapampa.
Ce genre est nommé en l'honneur de Wolfgang Karl Weyrauch.

## Publication originale
- Roewer, 1952 : « Neotropische Arachnida Arthrogastra, zumeist aus Peru. » Senckenbergiana, vol. 33, p. 37-58.